# Лопушна (потік)
Лопу́шна (пол. Łopuszna) — гірський потік в Україні, у Богородчанському районі Івано-Франківської області, в Галичині. Лівий доплив Бистриці Солотвинської (басейн Дністра).

## Опис
Довжина потоку 6,5 км, висота витоку 1560 м над рівнем моря, висота гирла 850 м, падіння потоку 710 м, похил потоку 109,23 м/км, найкоротша відстань між витоком і гирлом — 5,53 км, коефіцієнт звивистості потоку — 1,18. Формується багатьма гірськими безіменними струмками. Потік тече у масиві Ґорґани.

## Розташування
Бере початок на північно-західних схилах Малої Сивулі (1818 м) хребта Сивуля, на висоті 1560 м над рівнем моря. Тече переважно на північний схід понад горою Мала Боревка і на висоті 850 м над рівнем моря на південно-західній стороні від села Стара Гута впадає у річку Бистрицю Солотвинську, ліву притоку Бистриці.

## Цікавий факт
- Понад верхів'ям потоку пролягає туристичний шлях (Полонина Боярин — Урвище Пекло — Полонина Рущина — Мала Сивуля — Велика Сивуля — Боревка — Полонина Середня)[6].